# Archanara aerata
Archanara aerata là một loài bướm đêm trong họ Noctuidae.